# 196. Infanterie-Division (Wehrmacht)
Die 196. Infanterie-Division war ein Großverband des Heeres der deutschen Wehrmacht im Zweiten Weltkrieg.

## Geschichte
- Deutschland: Dezember 1939 bis April 1940
- Norwegen: April 1940 bis Juli 1944
- Ostfront, Mittelabschnitt: Juli bis September 1944

### Aufstellung
Die Division wurde 1939 im Zuge der 7. Aufstellungswelle im Wehrkreis XX (Danzig) aufgestellt. 1940 erhielt sie, um auf Sollstärke zu kommen, zusätzlich die Feldersatz-Bataillone 6, 16 und 26. Dafür wurde im September 1940 das Infanterie-Regiment 345 und das I. Bataillon/Artillerie-Regiment 233 an die 199. Infanterie-Division abgegeben.

### Unternehmen Weserübung
1940 war die Division an der Operation Weserübung beteiligt. 

### Besatzungstruppe Norwegen
Verwendet zur Besetzung Norwegens, verblieb die Division dort bis 1944, in Drontheim/Norwegen stationiert. Sie war dem Höheren Kommando z. b. V. XXXIII unterstellt und mit Gebirgsausrüstung ausgestattet. Noch im April 1940 kam es bei Lillehammer zu einem Aufeinandertreffen der Division mit britischen Truppen, die jedoch abgewehrt werden konnten.

### Umgliederung 1944
Die Umgliederung auf den Stand einer Ostfront-Division erfolgte im Januar 1944. 

### Verlegung zur Heeresgruppe Mitte
Im Juli 1944 wurde die Division an die Ostfront verlegt und der Heeresgruppe Mitte unterstellt. Bei der 3. Panzerarmee war die Division im Raum Wilna eingesetzt, im August 1944 bei der 4. Armee bei Alytus. 

### Vernichtung 1944
Während der sowjetischen Sommeroffensive wurde sie vernichtet und am 15. September 1944 aufgelöst. 

### Verwendung der Reste der Division
Die Reste wurden der 131. und der 361. Infanterie-Division zugeteilt.

## Kommandeure
| Dienstgrad                          | Name                | Dienstzeit                                        |
| ----------------------------------- | ------------------- | ------------------------------------------------- |
| Generalleutnant                     | Richard Pellengahr  | 27. Dezember 1939 bis 28. Februar 1942            |
| Oberst                              | Friedrich Franek    | 1. bis 31. März 1942 (Mit der Führung beauftragt) |
| Oberst/Generalmajor/Generalleutnant | Friedrich Franek    | 1. April 1942 bis 23. Dezember 1943               |
| Oberst                              | Kurt Möhring        | 24. Dezember 1943 bis Februar 1944                |
| Oberst                              | Klinge              | Februar bis Juni 1944                             |
| Generalmajor                        | Friedrich von Unger | Juni bis September 1944                           |

### Erster Generalstabsoffizier
| Dienstgrad     | Name         | Dienstzeit                              |
| -------------- | ------------ | --------------------------------------- |
| Major          | Otto Schäfer | 5. Januar bis 25. Oktober 1940          |
| Oberstleutnant | Klimke       | 25. Oktober 1940 bis 15. September 1944 |

## Gliederung
- Infanterie-Regiment 340
- Infanterie-Regiment 345
- Infanterie-Regiment 362
- Artillerie-Regiment 233
- Panzerjäger-Abteilung 233
- Radfahr-Bataillon 233
- Pionier-Bataillon 233
- Infanterie-Divisions-Nachrichten-Abteilung 233
- Infanterie-Divisions-Nachschubführer 233